# Sparrenoogbladroller
De sparrenoogbladroller (Epinotia tedella), is een vlinder uit de familie Tortricidae, de bladrollers. De spanwijdte van de vlinder bedraagt tussen de 10 en 13 millimeter. De soort overwintert als rups.

## Waardplanten
De sparrenoogbladroller heeft de fijnspar als waardplant. Soms worden ook andere sparren gebruikt.

## Voorkomen in Nederland en België
De sparrenoogbladroller is in Nederland en in België een algemene soort, die verspreid over het hele gebied kan worden gezien als er sparren zijn. De soort kent één generatie, die vliegt van april tot juli. In warme jaren is er soms een tweede generatie in augustus.